# Tecla de retrocés

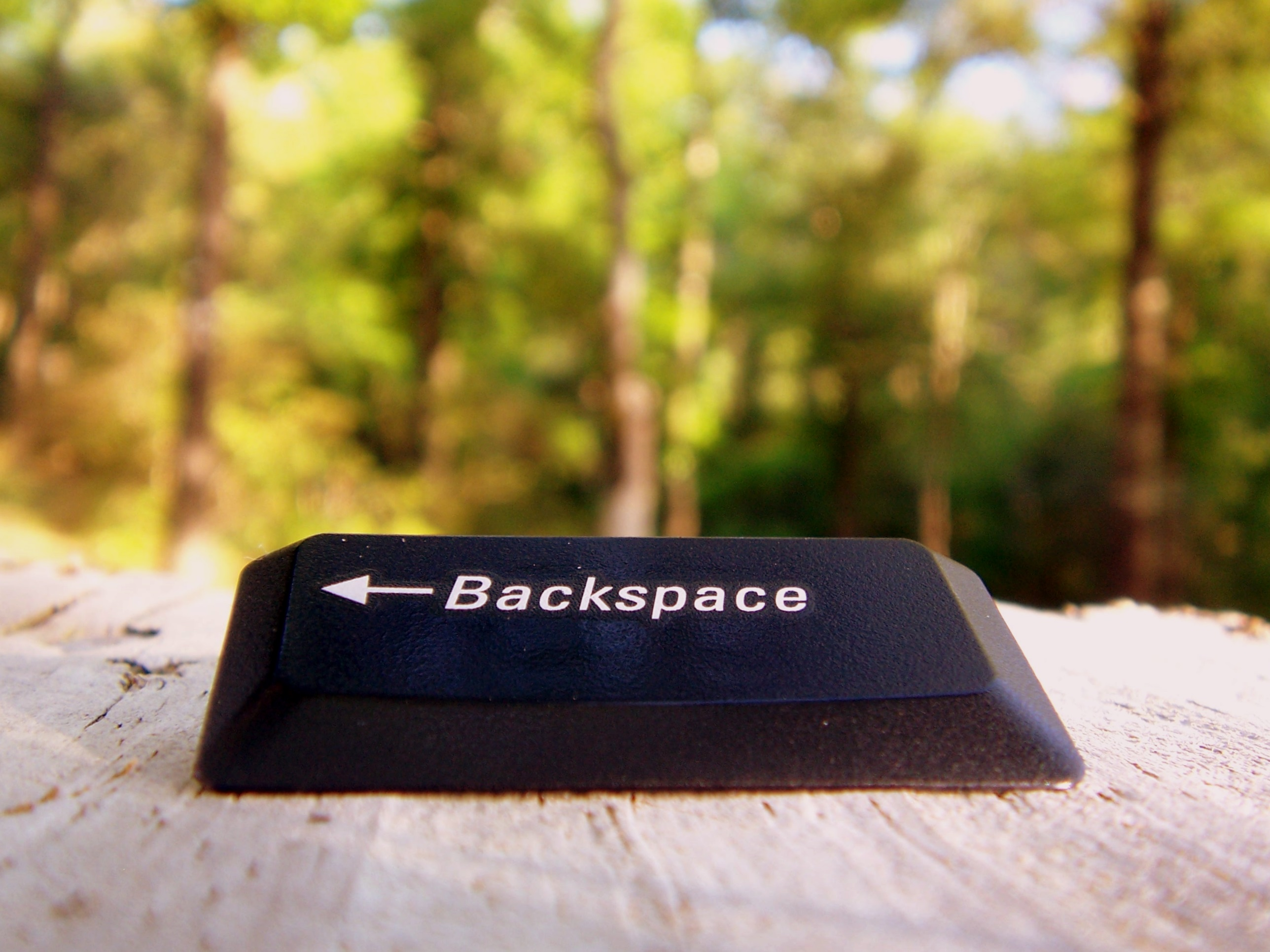
Una tecla de retrocés en estat salvatge.

Retrocés és la tecla del teclat que originalment va prémer a les maquines d'escriure carregar una posició cap enrere, i en els sistemes informàtics moderns mou el cursor de visualització una posició cap enrere, eliminant el caràcter en aquesta posició i torna el text després d'aquesta posició per una posició.

## Màquines d'escriure
A les màquines d'escriure, un mecanògraf, per exemple, escriuria una lletra minúscula A amb accent agut (á) escrivint una lletra en minúscula A, l'espai enrere i després la tecla d'accent agut. Aquesta tècnica (també coneguda com a Exagerat) és la base per a aquests modificadors d'espaiat en conjunts de caràcters informàtics com el ASCII (^, per l'accent circumflex). La composició de retrocésja no funciona amb pantalles digitals modernes i sistemes tipogràfics típics S'ha substituït en certa manera amb el mecanisme de combinació de caràcters de Unicode, tot i que aquests caràcters no funcionen bé amb moltes fonts, i els caràcters precomposts continuen utilitzant-se. Alguns programes com TeX o Microsoft Windows utilitza el mètode oposat per a les marques diacrítiques: primer posiciona l'accent i després la lletra base a seva posició.

## Informàtica
Encara que el terme "Retrocés" és el nom tradicional de la clau que elimina el caràcter a l'esquerra del cursor, la clau real pot estar etiquetada de diverses maneres, per exemple Suprimir, Esborrar (per exemple a un portàtil per a nens), o amb una fletxa que apunta cap a l'esquerra. Existeix un símbol dedicat al "Retrocés" com U+232B ⌫ Però el seu ús com a etiqueta del teclat és moderadament estrany.
La tecla Retrocés és diferent de la tecla Suprimir, que a les targetes perforades per a ordinadors posaria tots els forats per eliminar un caràcter, i en ordinadors moderns esborra el text "següent". A més, la tecla de supressió sovint funciona com un comandament genèric per eliminar un objecte (com ara una imatge dins d'un document o un fitxer en un gestor de fitxers), mentre que el retrocés no sol fer-ho.

### Ús comú
En els sistemes moderns, la tecla de retrocés sovint es relaciona amb el caràcter d'eliminació (0x7f en ASCII o Unicode), tot i que la funció de la tecla de retrocés esborra el caràcter abans que quedi el cursor.
La tecla de retrocés s'utilitza habitualment per tornar una pàgina o un nivell superior a la web gràfica o als gestors de fitxers.

### ^H
Si es pressiona la tecla de retrocés en un terminal de l'ordinador, es generaria el codi ASCII 08, BS o Retrocés, un caràcter de control que suprimiria el caràcter anterior. També es pot accedir a aquest caràcter de control prement Control+H, com H és la vuitena lletra de l'alfabet llatí. Terminals que no tenien el codi de retrocés assignat a la funció de moure el cursor cap enrere i esborrar el caràcter precedent mostraríem els símbols ^H (caret, H) quan es prem la tecla de retrocés. Fins i tot si un terminal va interpretar el retrocés al suprimir el caràcter anterior, el sistema que rebia el text podria no fer-ho. A continuació, la pantalla del remitent mostrarà un missatge sense el text suposadament esborrat, mentre que el text i els codis de supressió seran visibles per al destinatari. Aquesta seqüència encara s'utilitza amb humor per literaris informàtics, Denotant l'eliminació d'un error fictici, molt semblant al marcat; en aquest cas, però, el símbol ^H es falsifica escrivint un regular amb la tecla '^' seguit escrivint un missatge regular amb la tecla 'H' key.
Exemple:
Sigues bo per aquest ximple^H^H^H^H^H^Hsenyor; està visitant des de la seu corporativa.

### ^W i ^U
Una alternativa que de vegades es veu ^W, que és la drecera per eliminar la paraula anterior a la terminal de Berkeley Unix. Aquesta drecera també s'ha convertit en el mode d'inserció del editor de textos Vi i el seu clon Vim.
^U elimina una línia.

## Altres significats
En un ambient d'ordinador central, per retrocedir significa moure la cinta magnètica cap enrere, normalment al bloc anterior.